# Yves Demaria
Yves Demaria (Marsiglia, 22 gennaio 1972) è un pilota motociclistico francese ritiratosi dall'attività agonistica, specializzato nel motocross.

## Carriera

### Classe 125 / MX3
Si è laureato per tre volte Campione del Mondo della classe MX3 e ha vinto in totale 37 GP. La sua carriera comincia alla fine degli anni '80, quando viene individuato da molti come uno dei talenti più interessanti per il futuro. Nel 1991, in sella alla Suzuki, termina il mondiale 125 al quarto posto, ripetendosi anche nel '92; nel 1993 si migliora e conquista il titolo di vicecampione, alle spalle dell'olandese compagno di marca Pedro Tragter.

### Classe 250
Nel 1994 passa in 250 in sella ad una Honda e stupisce tutti, vincendo diverse gare (tra cui una manche al Motocross delle Nazioni in sella ad una 500) e terminando il campionato al terzo posto. L'anno successivo viene ingaggiato da Michele Rinaldi per correre nel team Yamaha, parte forte ma subisce un brutto infortunio, che gli fa perdere parecchi Gran Premi e lo costringe al dodicesimo posto finale; nel 1996 è quarto.
Nel 1997 torna alla Honda, curata dal team Martin, ma non va oltre il nono posto; nel 1998 passa alla Kawasaki del team di Jan de Groot, che crea una squadra tutta francese con Demaria ed il giovane Sébastien Tortelli, di cui in breve Yves diventa la seconda guida.

### Classe 500
Nel 1999, senza nessuna buona offerta dai team della 250, accetta la proposta di Corrado Maddii per correre il mondiale 500 in sella alla Husqvarna; nonostante qualche problema tecnico di troppo, è uno dei grandi protagonisti del campionato e contende il titolo ad Andrea Bartolini fino alle ultime gare, quando un infortunio lo costringe a ritirarsi anzitempo e accontentarsi del quarto posto. 

### Motocross delle Nazioni e ritorno in 250
Nel 2000 torna in 250 con la Yamaha e disputa una stagione altalenante, alternando vittorie a prestazioni disastrose, conclusa in settima posizione. Anche il mondiale 2001 non è entusiasmante, ma l'assenza dei principali campioni francesi porta Yves ad essere convocato per il Motocross delle Nazioni a Namur e, a sorpresa, insieme ai compagni Seguy e Vuillemin, Demaria trascina la Francia al primo successo in questa competizione.

### Ultime stagioni e ritiro dalle competizioni
Nel 2002 viene ingaggiato dalla KTM e torna a correre in 500; salta ben 6 gare su 12 per infortuni vari, ma alla fine chiude comunque al sesto posto. Nel 2003 è al via della classe 650 (ex 500); nel corso della seconda gara subisce un grave infortunio alla schiena, rimanendo fuori per tutta la stagione e facendo temere anche danni fisici permanenti.
Per fortuna tutto si risolve per il meglio e nel 2004 Yves partecipa al mondiale MX3, riuscendo finalmente a conquistare il primo titolo iridato della sua carriera, a 32 anni. L'anno seguente termina secondo, ma torna in vetta nel 2006 e poi anche nel 2007, quando lascia la KTM per la Yamaha. Conquistato il terzo alloro mondiale, si ritira dalle corse.
Nel 2011 è passato a fare il manager di un team francese che disputa il mondiale con moto Kawasaki. Le sue prestazioni gli hanno consentito di essere inserito nella Hall of fame del mondiale Motocross.